# Ne réveillez pas l’enfant qui dort
Ne réveillez pas l’enfant qui dort (anhörenⓘ; englischer Festivaltitel Don’t Wake the Sleeping Child) ist ein senegalesisch-französisch-marokkanischer Kurzfilm für Jugendliche unter der Regie von Kevin Aubert aus dem Jahr 2025. Der Film feierte im Februar 2025 auf der Berlinale seine Weltpremiere in der Sektion Berlinale Generation 14plus. Dort erhielt er den Spezialpreis der Internationalen Jury für den Besten Kurzfilm in der Sektion 14plus.

## Handlung
Eine Gruppe junger Mädchen ist am Strand. Der 15-jährigen Diamant halten die anderen, darunter ihre Schwester, aus Spaß die Augen zu. Diamant mag das nicht und wird dabei schnell wütend. Die Mädchen gehen ins Wasser, aber Diamant wird von einer Frau zurückgehalten, die am Strand arbeitet. Schließlich bildet sie mit ihren Fingern einen Kreis um ihr Auge, schaut hindurch und beobachtet ihre Umgebung.
Gegen Abend müssen Diamant und ihre Schwester nach Hause. Ousmane, ein Kutscher, kennt sie offensichtlich und bringt sie heim. Auf dem Weg kommen sie an einem Kino vorbei, das Diamant aufmerksam begutachtet. Ihre Schwester sagt ihr, das Träumen sei sinnlos, in ihrem Alter drehe man keine Filme. Diamant solle sich lieber auf das wichtige Treffen am nächsten Tag vorbereiten, wahrscheinlich ein Eheanbahnungstreffen. 
So träumt Diamant vom Filmemachen. Doch ihre Familie hat andere Pläne für sie, die aber am Willen des Mädchens vorbeigehen. Da fällt Diamant in einen tiefen Schlaf, und niemand kann sie aufwecken.

## Produktion

### Filmstab
Regie führte Kevin Aubert aus Kamerun.
In wichtigen Rollen sind Khadia Ndiaye Fall, Mame Binta Sane, Samba Ly und Adji Mareme Hanne zu sehen. 

### Produktion und Förderungen
Eine Unterstützung in Höhe von 8000 Euro kam 2023 von der Commission Cinéma-Fiction.

### Dreharbeiten und Veröffentlichung
Der Film feierte im Februar 2025 auf der Berlinale seine Weltpremiere in der Sektion Berlinale Generation 14plus.

## Auszeichnungen und Nominierungen
- 2025: Internationale Filmfestspiele Berlin: Spezialpreis der Internationalen Jury für den Besten Kurzfilm in der Sektion 14plus[3]